# Замок Каліостро
«Люпен III: Замок Каліостро» (яп. ル パ ン 三世 カ リ オ ス ト ロ の 城) — перший повнометражний аніме-фільм Хаяо Міядзакі, випущений у 1979 році, ще до створення Studio Ghibli.
Фільм створено за мангою Като Кадзухіко (псевдонім Monkey Punch). Головний герой — благородний шахрай і авантюрист Арсен Люпен III, нащадок Арсена Люпена, придуманого французьким письменником Морісом Лебланом.

## Сюжет
Арсен Люпен III, викравши гроші з казино, разом з другом Дзігеном успішно уникає погоні. Дорогою він помічає, що всі купюри підроблені, тому викидає гроші. Згодом обоє прибувають в герцогство Каліостро, де, як кажуть, і друкуються підробки.
Коли повз автомобіль Люпена проноситься якась дівчина у весільній сукні на авто, яка тікає від переслідувачів, Арсен береться її рятувати. Але він падає з кручі, а дівчину все-одно схоплюють. Загублений втікачкою перстень здається Арсенові знайомим, разом з Дзігеном він вирушає до згорілих руїн палацу ерцгерцога, герб якого такий самий, як і герб на персні. Біля замку регента Каліостро вони виявляють катер, на якому везли викрадену. Люпен розповідає як колись був в цьому місці і насилу втік.
Тим часом до замку повертається ерцгерцог, наречена якого Кларисса і була тією дівчиною, яка намагалася втекти з-під вінця. Побачивши, що у неї немає персня, ерцгерцог посилає своїх людей на пошуки. Поки Люпен сидів у трактирі, перстень помічають в нього. Вночі по нього прибуває спеціальний загін, та Люпен з Дзігеом тікають, а сам Люпен ще й передає попередження ерцгерцогу, що прийде визволяти Клариссу.
Дізнавшись, що Люпен з'явився в герцогстві, туди прибуває інспектор Дзенігата з Інтерполу, котрий давно розшукує авантюриста. Інспектор підозрює, що ерцгерцог нечесна людина, оскільки має дуже велику охорону, і береться за розслідування попри те, що ерцгерцог через свої зв'язки дав наказ відкликати Інтерпол. Люпен, перевдягнувшись інспектором, проникає в замок, а Дзенігата потрапляє в одну з пасток і падає в підвал. Отримавши інформацію від своєї знайомої Фудзіко, котра проникла в графство під виглядом покоївки зі своїх мотивів, Арсен проникає в башту, де заточена Кларисса, та повертає їй перстень. Слуги ерцгерцога схоплюють Люпена та скидають в підвал. Ерцгерцог розповідає, що його перстень і Кларисси допоможуть повернути скарб Каліостро, але Люпен виявляється живим, підслуховує розмову і змушує послати людей ерцгерцога за собою, оскільки справжній перстень в нього, а повернув він підробку.
В підвалі Арсен і Дзенігата знаходять один одного та об'єднуються, щоб знайти вихід. Обдуривши підісланих вбивць, обоє тікають з підземелля і опиняються в друкарському цеху, де друкуються фальшиві гроші для всього світу. Фудзіко тим часом приходить допомогти Клариссі покинути замок, а Арсен влаштовує пожежу, щоб скористатися виниклою панікою. Фудзіко, Люпен та Дзенігата визволяють наречену, та їхній план провалюється: перстень і Кларисса опиняється в ерцгерцога. Про події в герцогстві стає відомо на весь світ, Дзенігата безуспішно переконує Інтерпол зайнятися справою підроблених грошей, але справа завершується його відкликанням.
Пораненого Люпена береться лікувати колишній садівник старого палацу. Фудзіко підказує Дзенігаті, що він має право повернутися в герцогство аби арештувати Люпена. На весілля Кларисси з ерцгерцогом з'їжджається купа людей. Церемонія поченається, та її зривають Люпен з друзями, котрі раптово з'являються в церкві під час вінчання. Дзенігата користується цим, щоб показати в прямому ефірі цех з друку підроблених купюр. Люпен тікає з Клариссою, їх переслідує ерцгерцог, заганяючи в механізм баштового годинника. Арсен пропонує обмін — обидва персні за Клариссу. Ерцгерцог підступно заволодівє перснями, тоді Кларисса скидає лиходія з башти. Проте той все-одно видерається нагору, вставляє персні в потрібні місця, щоб отримати скарб, але зламаний годинниковий механізм, що запустився цим, розчавлює його стрілками.
Таємний механізм зливає воду з озера навколо замку, відкриваючи скарб — ціле римське місто. Інтерпол починає спецоперацію в графстві, за чим Арсен з Клариссою спостергіають звіддаля. Кларисса просить Люпена взяти її з собою, однак той відмовляє, обіцяючи прийти на допомогу, якщо це буде потрібно. Дзенігата повертається до переслідування авантюриста, отож той тікає, майже нічого не отримавши, натомість Фудзіко прихопила кілька цінних речей, яким Люпен з Дзігеном тепер непроти заволодіти.

## Сейю
| Персонаж                  | Сейю               |
| ------------------------- | ------------------ |
| Арсен Люпен III           | Ясуо Ямада         |
| Леді Кларисса             | Сумі Шімамото      |
| Дайсуке Дзіген            | Кійоші Кобаяші     |
| Фудзіко Міне              | Ейко Масуяма       |
| Гоемон Ісікава XIII       | Макіо Іноуе        |
| Інспектор Коічі Дзенігата | Горо Ная           |
| Граф Каліостро            | Таро Ішида         |
| Таро Ішида                | Кохей Міяюті       |
| Йодо                      | Ічіро Нагаі        |
| Густав                    | Тадаміші Цунедзумі |
| Офіціантка                | Йоко Ямаока        |